# For Ever Mozart
For Ever Mozart és una pel·lícula de drama experimental suïssa de 1996 dirigit, escrit i editat per Jean-Luc Godard. El títol de la pel·lícula és un joc de paraules bilingüe que intencionalment sona com "Faut rêver Mozart" ("Dream Mozart, dream" en anglès). La pel·lícula va ser seleccionada com l'entrada suïssa a la Millor Pel·lícula en Llengua Estrangera als Premis Oscar de 1997, però no va ser nominada.

## Argument
La pel·lícula es divideix en quatre parts, que Godard ha donat posteriorment per nom.

### Théâtre
En la primera part, Vicky Vitalis, un ancià director de cinema, està fent el càsting d'un nou projecte anomenat "Boléro fatal", assistit pel seu nebot, Jérôme. Un grup d'actors fa fila per a l'audició, però Vicky no està satisfeta amb cadascuna de les seves lectures de línia. No obstant això, el director aconsegueix obtenir fons d'un home anomenat Baron Felix, qui ell mateix assegura a una de les actrius anomenada Sabine, per a disgust del planyívol nuvi de Sabine. Més tard, Jérôme acompanya a la filla de Vicky, Camille, professora de filosofia, en la seva cerca d'una còpia de Le Jeu de l'amour et du hasard, l'obra de Pierre de Marivaux. La seva intenció és representar l'obra en un Sarajevo devastat per la guerra. No obstant això, al no poder trobar una còpia, es decideix per l'obra d'Alfred de Musset On ne badine pas avec l'amour, i feliçment assenyala que comparteix el mateix nom que l'heroïna de l'obra. Jérôme, enamorat de la seva cosina, decideix anar a Sarajevo amb ella, per consternació de la seva mare Sylvie. Sylvie convenç al seu germà Vicky perquè els acompanyi, i la criada de la família, Jamila, també decideix anar. Camille i Jérôme decideixen incloure a Jamila en l'obra com el personatge de Rosette.

### On ne pas badine pas avec l'amour à Sarajevo
En la segona part, els quatre prenen un tren a Bòsnia i ho passen malament a la natura. Cada vegada més incapaç de compartir l'idealisme dels seus joves protegits, Vicky els abandona i assumeix el paper d'un europeu occidental que dona l'esquena als horrors de la guerra de Bòsnia. L'espectre dels tancs comença a aparèixer al bosc, i no gaire després, Camille, Jérôme i Jamila són capturats per paramilitars serbis i portats a una mansió abandonada que els paramilitars utilitzen com a base. Allí, Camille i Jérôme caven metafòricament les seves pròpies tombes quan corregeixen a un comandant serbi sobre el seu relat de la participació de Georges Danton en la Revolució francesa. Després de ser violats analment, es veuen obligats a cavar literalment les seves pròpies tombes i moren en un atac posterior a la base. Jamila, i un soldat que li ha pres afecte, escapen.

### Le film de l'intranquillité
La tercera part veu a Vicky treballant en "Boléro fatal" al costat de la mar. Baron Felix, el financer de la pel·lícula, celebra l'audiència en un casino pròxim. Allí, l'ex actriu Sabine, ara l'obedient assistent del Baró, transcriu el diàleg d'una pel·lícula porno amb fixació anal mentre el Baró reparteix diners per la pel·lícula de Vicky. A la platja, Vicky col·loca a una actriu i actor sense nom en la sorra imitant les morts de Camille i Jérôme. Més tard, filma implacablement una presa després d'una altra de l'actriu mentre ella tracta d'articular les seves línies (declaracions pronunciades una vegada per Camille) enmig d'un torrent de vent i pluja. L'ancià director finalment li indica a la jove actriu que cridi simplement "sí". L'escena canvia al debut de la pel·lícula en un petit cinema. La gent que fa cua ni tan sols arriba a entrar. En adonar-se de què es tracta d'una pel·lícula d'art filmada en blanc i negre, que representa els horrors de la guerra i que no és ni una mica lasciva, s'allunyen fastiguejats per a veure una cosa anomenada "Terminator 4", mentre l'amo del cinema retira ràpidament els cartells de la pel·lícula. pel·lícula. L'ex-xicot de Sabine arriba i li declara al baró Félix que "s'ha fet justícia".

### For Ever Mozart
En el quart i últim moviment, un grup de persones ingressa a un saló ornamentado per a assistir a un concert per a piano de Mozart interpretat per una orquestra juvenil. L'actuació no pot començar fins que el pianista, un jove amanerat amb abillament d'època, assegura a un dels corredors del set de "Boléro fatal" com un passador de pàgina. Quan comença l'actuació, Vicky, fatigada, segueix el ritme de la música en el passadís, incapaç de passar la part superior de les escales. A l'interior, la música continua sonant i les pàgines, que mostren la notació acuradament elaborada per Mozart, continuen passant.

## Repartiment
- Vicky Messica com Metteur en scène
- Madeleine Assas com Camila
- Frederic Pierrot com Jérôme
- Ghalia Lacroix com Jamila
- Bérangère Allaux com a actriu
- Michel Francini com a Baró

## Inspiració
El punt de partida de la pel·lícula va ser un article de Philippe Sollers a Le Monde sobre la idea de Susan Sontag de muntar una representació de Tot esperant Godot de Samuel Beckett a Sarajevo. En l'article, Sollers critica el pla, considerant a Beckett massa depriment per a la Guerra de Bòsnia, i en el seu lloc suggereix Le Jeu de l'amour et du hasard de Marivaux. El propi Godard no va poder trobar l'obra en la llibreria de la seva ciutat natal de Rolle, per la qual cosa la va substituir per l'obra de Musset, com fa Camille a la pel·lícula.

## Recepció
Escrivint a Variety, David Stratton va qualificar la pel·lícula de "terriblement superficial i insensible" per la seva "trivialització de la matança a Bòsnia";, mentre que Jonathan Rosenbaum va declarar que la pel·lícula de Godard era "la pel·lícula menys inspirada des de finals dels 60". Els crítics francesos van ser molt més receptius. Als Estats Units, Amy Taubin, escrivint a Village Voice, va recolzar emfàticament la pel·lícula i va dir: "En confrontar el fracàs de l'art per a canviar el curs de la història i l'obligació moral de l'artista de, no obstant això, donar testimoniatge del seu temps, Perquè For Ever Mozart trepitja un terreny tan familiar que només pot interpretar-se com una farsa... en l'era de la desraó... Imatges belles)... col·lideixen, es fragmenten i volen en pedaços".